# 香港房屋問題
香港房屋問題指香港住房各方面的問題。香港的房屋供應短缺、住屋開支高企，以及部分家庭居於不適切居所等問題一直備受社會關注，被指「住得貴、住得細、住得擠」。該問題令社會怨氣矛盾日漸加劇。

## 歷史
香港房屋問題由來已久。自從第二次世界大戰結束後，大量難民湧入香港，並在香港多處自行搭建寮屋，存在火災危險。1948年，香港房屋協會成立，隨後興建了香港首個公共屋邨上李屋邨。1953年石硤尾大火後，港府為了安置居民，在災場附近興建包寧平房，之後政府成立徙置事務處，並陸續興建徙置區，即今日香港公共房屋的前身。
由於難民數量眾多，而港府無法及時安置難民，只能以私人協約形式批出土地供有心人士建屋，建屋的機構便不斷增加，包括香港模範屋宇會興建的模範邨、香港平民屋宇有限公司興建的大坑西新邨，以及由各個慈善團體興建、遍佈香港各區的平房區等等。

## 原因

### 租金難以負擔
香港一直被評為居住成本最高的城市。由於香港地產業活躍，房地產市場過去普遍呈現上漲趨勢。2022年，國際公共政策顧問機構Demographia調查顯示，香港連續第12年成為全球樓價最難負擔的城市，負擔能力進一步惡化。樓價對入息比率由上一份報告的20.7，升至23.2，換言之港人須要不吃不喝23.2年才能置業，遠遠拋離第二位的澳洲悉尼的15.3，以及第三位的加拿大溫哥華的13.3。該數據反映房屋負擔能力持續下跌。
香港大學房地產及都市經濟研究中心曾於2012年9月在《信報財經月刊》發表文章，提及2006至2011年間，樓價上升100%，租金上升50%。而根據2014/15年住戶開支統計調查，住戶每月平均36%的收入用於支付住房費用。

### 政府政策
香港政府一般會公開出售可作私人住宅及工商發展用途的政府土地。香港的稅基相對狹窄，尤其依賴入息稅、賣地收入和投資收益來應付開支。截至2022年11月4日，地價收入佔政府總收入的14.7%。而香港市場由一手樓主導，政府政策亦被認為有利一手樓，新建樓宇趨向「納米化」，發展商推出的主要是針對高購買力消費者的樓盤，在樓價持續高企下，令普眾大眾更難置業。

### 公屋輪候時間長
香港政府為沒有能力租住私人樓宇的低收入家庭提供公共租住房屋，為基層和低收入家庭提供安全網。但公屋單位的需求於顯著上升，而公屋供應緊絀，使公屋一般申請（家庭及長者一人申請）的數目於達153,300宗；而截至2023年3月底，在過去12個月獲安置入住公屋的一般申請者的平均輪候時間為5.3年，當中長者一人申請者的平均輪候時間為3.9年。輪候時間之長令部分低收入人士未能獲得公營房屋的保障，令其面臨經濟和精神壓力。

### 土地供應不足
政府認為香港土地供應和社會需要出現嚴重的落差，土地及房屋供不應求，造成價格和租金不斷上升，缺乏可供發展用的土地。政府認為亞洲金融風暴後的香港經歷了長時間經濟低迷，政府減慢了規劃及開發土地的速度和規模，沒有預見經濟復蘇對發展用地的龐大需求，同時為改善環境，把大量土地規劃為郊野公園等非發展用途，並把新規劃發展土地的發展密度降低，造成了近年房屋供應嚴重不足。有意見認為大陸居民透過單程證來港，是導致人口持續增長、土地嚴重不足的主要原因，認為政府需要檢討人口政策。

## 問題

### 居住環境狹小
根據香港立法會數字，2021年香港的人均居住面積中位數有16平方米，而首爾、新加坡及台北等亞洲先進地方的人均面積可高達30-35平方米，反映香港居住空間低於世界水平。

### 衍生不適切居所
不少未能長期負擔獨立私人住宅租金的家庭，僅能租住俗稱「劏房」的分間單位。2021年，全港約有108,200個分間樓宇單位，較2016年的約92,700個增加。香港的分間樓宇單位合共為107,400個住戶及215,700名人士提供居所。2021年，居於分間樓宇單位的住戶的居所樓面面積中位數為11.0平方米， 而人均居所樓面面積中位數則為6.0平方米。而2022年居於屬臨時構築物的單位的住戶（如木屋、寮屋和天台屋等）有23,700戶。當局稱此類居所為「不適切居所」。

### 夾心階層難以置業
由於公屋及資助出售房屋供應居屋旨在 「為不能負擔私人樓宇的低收入家庭解決住屋需要」，若住户入息或資產高於申請公屋的相應資格水平，其公屋申請將不獲批，因此不能受惠於公屋單位極高折扣的租金。夾心階層或要因居住私人樓宇單位，而需承受因市值租金上升對其財務狀況所帶來之壓力 。

## 處理方法
外界曾經提及不同方式，以增加房屋供應量，滿足需求，但存在爭議。包括建議：
- 收回粉嶺高爾夫球場
- 發展棕地
- 填海：時任行政長官林鄭月娥提出明日大嶼願景，興建人工島，認為但引起外界有關經濟成本等質疑。
- 收回土地
- 市區更新
- 發展郊野公園邊陲地帶：香港的陸地面積約有1,108平方公里，當中25%土地已發展，其餘75%的土地仍保留較自然的面貌。大部分未發展的地方已被劃為郊野公園或其他形式的保護地區（包括郊野公園），受到法定保護。[26]

## 政黨及民間團體立場
- 民主黨：2018年土地大辯論中，民主黨提出多項建議，包括過渡性房屋及不同收回土地方式，又建議政府收回粉嶺高爾夫球場，但對於公私營合作發展「首置上車盤」計劃有強烈保留，認為這個做法實為對地產商輸送利益。[27]
- 公民黨：於發表的2018-19年度公民黨施政報告意見書中，公民黨要求政府開徵「非永久居民空置稅」、「非永久居民資產增值稅」及向非永久居民實施限購，又要求規管納米樓，限制單位最小面積。[28]
- 民建聯：該黨未有明確立場，立法會議員柯創盛於接受香港01訪問時承認，黨內對粉嶺高爾夫球場議題未有統一立場。[27]
- 工聯會：工聯會立法會議員陸頌雄主張收回高球場興建公營房屋，但香港01亦指，該黨以往對部分重大民生議題「講就堅定」，關鍵時候卻有所轉變。[27]
- 新民黨：該黨主席、立法會議員葉劉淑儀曾經公開批評，提出收回高球場者是「仇富」。[27]
- 前天文台台長，香港中文大學地理與資源管理學系客座教授林超英認為，香港房屋問題不單是土地供應問題，而是應該限制非香港居民買屋買地和徵收額外印花稅等，遏止外資炒高樓價。[29]

## 衍生影視作品
- 電影維多利亞壹號主要講述何超儀飾演的鄭麗嫦，為了置業賺錢，但其後香港樓市急升，原業主提高叫價，取消和嫦原定交易，最終嫦狂性大發，實行以殺戮壓低樓價。[30]
- 電視劇缺宅男女主要講述香港人在樓價高企下的生活。
- 電視劇樓奴主要講述一群想置業人士，一生工作儲錢買樓，但香港樓價越來越高，而靠工作儲蓄永遠無法追上樓價升勢
- 電視劇下流上車族主要講述仍然更多香港人為得到公屋以任何手段得到公屋單位，包括：利用公屋戶主親屬關係加入公屋同住者名單、等...更多，甚至申請公屋之後永繼保留，故意降低人工至合乎公屋申請資格及申請之後保留公屋單位

## 資料來源
1. 1 2   (PDF). 香港立法會.   [2023-07-06]. （原始内容存档 (PDF)于2023-01-14）. （页面存档备份，存于）
2. ↑  01周報. . 香港01. 2022-01-25  [2023-07-06]. （原始内容存档于2023-07-08） （中文（香港））. （页面存档备份，存于）
3. ↑  東方財經雜誌. . 灼見名家. 2018-09-11  [2023-07-06]. （原始内容存档于2023-07-07） （美国英语）. （页面存档备份，存于）
4. 1 2  鄒廣榮; 黃紹基; 姚松炎. .   [2020-04-11]. （原始内容存档于2020-04-11）. （页面存档备份，存于）
5. ↑  . 華僑日報. 1955-04-24.
6. ↑  香港電台. .   [2022-05-29]. （原始内容存档于2022-11-23）. （页面存档备份，存于）
7. ↑  .   [2020-08-06]. （原始内容存档于2020-07-27）. （页面存档备份，存于）
8. ↑  . www.landsd.gov.hk.   [2023-07-06]. （原始内容存档于2023-09-27） （中文（香港））. （页面存档备份，存于）
9. ↑   (PDF). 香港特別行政區政府.   [2023-07-06]. （原始内容存档 (PDF)于2022-06-27）. （页面存档备份，存于）
10. ↑   (PDF). 香港立法會.   [2023-07-06]. （原始内容存档 (PDF)于2023-01-01）. （页面存档备份，存于）
11. ↑  . 香港經濟日報. 2022-07-13. （原始内容存档于2023-07-07）. （页面存档备份，存于）
12. ↑  . 香港新聞公報.   [2023-07-06]. （原始内容存档于2023-07-07）. （页面存档备份，存于）
13. ↑  Thomas Lam.  (PDF).   [2022-05-29]. （原始内容存档 (PDF)于2022-06-03）. （页面存档备份，存于）
14. ↑  . 香港新聞公報. 2011-11-02  [2023-07-06]. （原始内容存档于2023-07-07）. （页面存档备份，存于）
15. ↑   (PDF).   [2023-07-06]. （原始内容存档 (PDF)于2023-07-07）. （页面存档备份，存于）
16. ↑   (PDF). 香港立法會.   [2023-07-06]. （原始内容存档 (PDF)于2022-12-16）. （页面存档备份，存于）
17. ↑  . www.housingauthority.gov.hk.   [2023-07-06]. （原始内容存档于2021-05-19） （中文（香港））. （页面存档备份，存于）
18. ↑  . on.cc東網. 2022-02-10  [2023-07-06]. （原始内容存档于2023-07-08） （中文（香港））. （页面存档备份，存于）
19. 1 2  . www.policyaddress.gov.hk.   [2023-07-07]. （原始内容存档于2023-06-02）. （页面存档备份，存于）
20. ↑   (PDF). 2018-12  [2023-07-07]. （原始内容存档 (PDF)于2023-07-07）. （页面存档备份，存于）
21. ↑  . 香港立法會. 2022-03-24  [2023-07-06]. （原始内容存档于2022-12-16）. （页面存档备份，存于）
22. ↑   (PDF). 香港特別行政區 政府統計處.   [2023-07-06]. （原始内容存档 (PDF)于2023-10-12）. （页面存档备份，存于）
23. ↑  王潔恩. . 香港01. 2022-10-31  [2023-07-06]. （原始内容存档于2023-07-08） （中文（香港））. （页面存档备份，存于）
24. ↑  . 香港新聞公報.   [2023-07-06]. （原始内容存档于2023-07-07）. （页面存档备份，存于）
25. ↑   (PDF). 香港立法會. 2023-06-21  [2023-07-06]. （原始内容存档 (PDF)于2023-07-07）. （页面存档备份，存于）
26. ↑  . 香港立法會. 2016-12-08  [2023-07-07]. （原始内容存档于2023-07-07）. （页面存档备份，存于）
27. 1 2 3 4  .   [2020-04-11]. （原始内容存档于2020-04-11）. （页面存档备份，存于）
28. ↑  公民黨.  (PDF).   [2020-04-11]. （原始内容存档 (PDF)于2020-04-15）. （页面存档备份，存于）
29. ↑  林超英. .   [2020-04-11]. （原始内容存档于2020-04-11）. （页面存档备份，存于）
30. ↑  .   [2020-04-11]. （原始内容存档于2019-10-16）. （页面存档备份，存于）
31. ↑  （繁體中文）. 澳門房屋局.   [2011年10月11日]. （原始内容存档于2011年9月26日）. （页面存档备份，存于）